# Squatina squatina
Squatina squatina là một loài cá trong họ cá nhám dẹt từng phân bố rộng rãi ở vùng nước ven biển phía đông bắc Đại Tây Dương. Đây là loài ngụy trang tốt ở khu vực đáy đại dương, với cơ thể phẳng, mở rộng ở phần vây bụng và vây ngực khiến chúng có bề ngoài giống với một con cá đuối. Squatina squatina có cơ thể rộng, râu hình nón, lưng có ít gai, cơ thể có màu xám hoặc nâu nhạt ở lưng với một mô hình của rất nhiều chấm sáng nhỏ li ti. Một con trưởng thành có thể dài tới 2,4 m (7,9 ft).
Giống như các loài khác trong họ, Squatina squatina là động vật ăn thịt, săn mồi vào ban đêm. Chúng vùi mình trong lớp trầm tích bùn và chờ đợi con mồi đi qua. Thức ăn chủ yếu là các sinh vật đáy bao gồm cá và động vật không xương sống. Con cái đẻ 2 năm một lần, mỗi lần sinh từ 7 - 25 con cá con. Squatina squatina thường ít gây nguy hiểm cho con người, nhưng nếu bị khiêu khích chúng có thể cắn và làm bị thương. Loài cá này bị đánh bắt làm thức ăn từ thời Hy Lạp cổ đại, và hiện nay được bán trên thị trường châu Âu dưới tên "monkfish". Kể từ giữa thế kỷ 20, căng thẳng thương mại trong đánh bắt cá đã khiến số lượng loài bị giảm nhanh chóng, tại một số nước, loài này gần như đã tuyệt chủng, còn lại một số khu vực ở phía bắc thì quần thể phát triển phân tán, tương đối chậm và bấp bênh bởi tỷ lệ sinh sản thấp. Kết quả là, Liên minh Quốc tế Bảo tồn Thiên nhiên (IUCN) đã đưa chúng vào danh sách loài cực kỳ nguy cấp.

## Phân loại
Squatina squatina được nhà lịch sử tự nhiên học người Thụy Điển Carl Linnaeus - được biết đến như là "cha đẻ của phân loại học" - mô tả lần đầu tiên vào năm 1758 trong ấn bản lần thứ mười của Systema Naturae, với danh pháp Squalus squatina, nhưng không định rõ mẫu vật điển hình. Trong tiếng Latinh, "squatina" là tên gọi để chỉ cá nhám dẹt, có nguồn gốc từ từ để chỉ cá đuối. Nhà động vật học người Pháp là André Duméril đã dùng từ này làm tên gọi cho chỉ chi chứa tất cả các loài cá nhám dẹt vào năm 1806. Các tên gọi phổ biến khác được sử dụng cho loài này bao gồm cá thiên thần, cá vĩ cầm thiên thần, thiên thần đuối, cá thần tiên, cá tu sĩ... Stelbrink và các cộng sự vào năm 2010 đã tiến hành một nghiên cứu phát sinh loài dựa trên DNA ti thể, và thấy rằng loài gần gũi nhất với nó là Squatina aculeata (S. aculeata). Hai loài này tạo thành một nhánh có quan hệ chị-em với một số loài cá nhám dẹt khác ở châu Á.

## Phân bố và môi trường sống
Trong lịch sử, Squatina squatina từng có mặt ở các vùng biển ôn đới ở Đông Bắc Đại Tây Dương, kéo dài từ miền nam Na Uy, Thụy Điển xuống tới Tây Sahara và quần đảo Canary, bao gồm cả vùng biển quanh quần đảo Anh, Địa Trung Hải và Biển Đen. Trong thời gian gần đây chúng tập trung phần nhiều ở Biển Bắc và một phần ở Bắc Địa Trung Hải. Chúng là sinh vật đáy sống ở thềm lục địa, thích nghi với vùng biển có nền đất mềm như bùn hoặc cát, và có thể được tìm thấy từ gần bờ cho tới độ sâu 150 m (490 ft). Đôi khi người ta cũng thấy chúng ở môi trường nước lợ. Tiểu quần thể cá nhám dẹt ở phía Bắc di chuyển về phía Bắc vào mùa hè và xuống phía Nam vào mùa đông.

## Mô tả

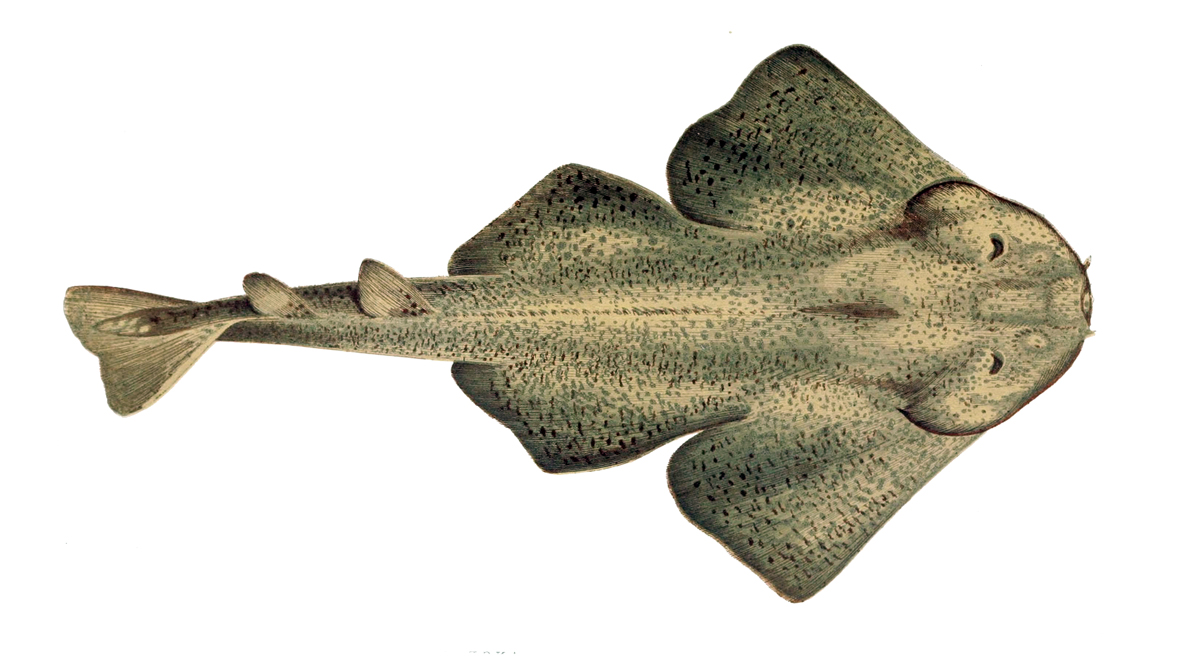
Hình vẽ của một con cá nhám dẹt (1877).

Là một trong số các thành viên to lớn nhất trong họ này, cá nhám dẹt cái có thể đạt chiều dài 2,4 m (7,9 ft) và cá đực là 1,8 m (5,9 ft) với trọng lượng tối đa theo báo cáo là 80 kg (180 lb). Giống với các loài khác cùng họ, cá nhám dẹt có một cơ thể dẹt, các vây ngực lớn giống như đôi cánh, có các thùy trước không hợp nhất với đầu. Đôi mắt nhỏ và cặp lỗ thở lớn hơn ở vị trí đỉnh đầu , cùng với đó là một cặp râu hình nón. Những chiếc răng nhỏ, sắc và đều ở cả hai hàm.
Các vây ngực và vây bụng rộng, với đầu chóp thuôn tròn. Hai vây lưng nằm trên phần đuôi đầy cơ bắp, ở phía sau hai vây bụng. Loài này không có vây hậu môn, còn vây đuôi có thùy dưới lớn hơn so với thùy trên, một điều khác với các loài cá mập khác. Những con nhỏ có một hàng gai ở giữa lưng. trên cơ thể màu xám nâu đỏ hoặc màu xanh lục, với nhiều đốm nhỏ màu đen trắng, còn phía dưới bụng có màu trắng. Con non có các đường nhạt và vệt tối hơn. Một số con có một đốm trắng trên mặt sau ở "cổ".

## Sinh học

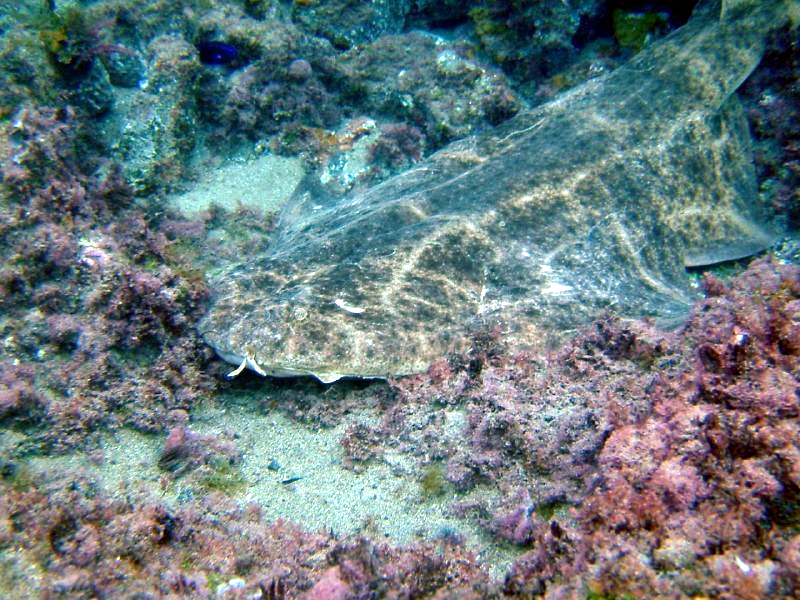
Sự ngụy trang khéo léo của Squatina squatina dưới đáy biển.

Ban ngày, Squatina squatina thường nằm bất động dưới đáy biển, dưới những lớp bùn và lớp trầm tích, phải quan sát kỹ mới thấy được chúng bằng mắt thường. Vào ban đêm nó trở nên nhanh nhẹn hơn, có thể nhìn thấy đôi mắt của chúng từ phía dưới. Vào mùa hè, chúng có thể quy tụ tới một trăm con.
Ký sinh trùng của loài này bao gồm các loài sán dây như: Grillotia smaris Gora, G. Angeli, và Christianella minuta, và một số loài sán như Pseudocotyle squatinae, monogenean Leptocotyle, và isopod Aega rosacea.
Thức ăn của Squatina squatina bao gồm các loài cá ít xương như cá bẹt, cá đuối và một số động vật không xương sống khác. Chúng cũng được phát hiện là có cỏ biển trong dạ dày.
Squatina squatina là loài thụ tinh trong. Con cái có hai buồng trứng, buồng trứng bên phải chứa nhiều tế bào trứng và tử cung bên phải tương ứng có chứa nhiều phôi. Chu kỳ sinh sản được ước tính khoảng 2 năm với sự rụng trứng diễn ra vào mùa xuân, mặc dù chu kỳ này là khó xác định. Mỗi lần, con cái đẻ từ 7 đến 25 con sau 8-10 tháng mang thai. Quá trình sinh đẻ là từ tháng 12 đến tháng hai ở Địa Trung Hải và trong tháng bảy ở Anh. Con non mới đẻ có chiều dài 24–30 cm và trưởng thành khi đạt chiều dài từ 0,8-1,3 m (2,6-4,3 ft) ở con đực và 1,3-1,7 m (4,3-5,6 ft) đối với con cái.

## Tương tác

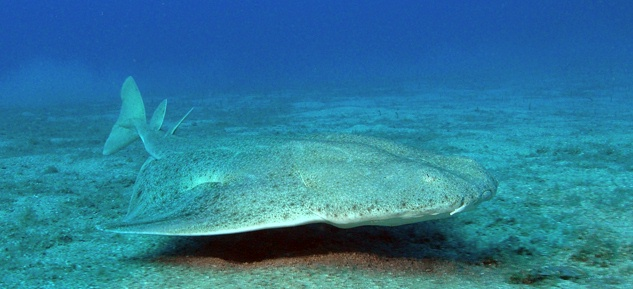
Một con cá nhám ở Tenerife thuộc quần đảo Canary, một trong những địa điểm còn lại đáng kể số lượng cá nhám dẹt

Squatina squatina không gây hại cho con người, nhưng nó có thể cắn nếu bị khiêu khích. Thậm chí, khi con người tiếp cận, chúng còn nằm bất động hoặc lẩn trốn ra chỗ khác. Tuy nhiên những người đánh bắt cá nên thận trọng khi tiếp cận loài này; trong ấn bản năm 1776 của cuốn sách "British Zoology", Thomas Pennat cho rằng "loài Squatina squatina trở nên cực kỳ hung hãn và nguy hiểm khi bị tiếp cận. Chúng ta biết trường hợp một ngư dân bất cẩn bị cắn nát chân bởi một con cá lớn thuộc loài này khi nó bị dính vào lưới trong vùng nước nông". Con người đã sử dụng các sản phẩm từ loài này ngay từ thời Hy Lạp cổ đại. Một số học giả chẳng hạn như Diphilus và Mnesitheus đánh giá thịt của nó như là "đồ ăn nhẹ" và "dễ tiêu hóa" còn Pliny Già, tác giả của cuốn Naturalis Historia (Lịch sử tự nhiên, 77-79) mô tả da thô ráp của nó được những người thợ thủ công dùng để đánh bóng đồ gỗ và ngà voi. Aristotle ghi chép các yếu tố lịch sử tự nhiên của loài này, bao gồm việc sinh con non và nhìn nhận chính xác rằng đó là cá mập, mặc dù nó gần giống với cá đuối. Ngày nay, cá được buôn bán ở dạng tươi, sấy khô hoặc ướp muối, dưới tên gọi "monkfish". Chúng cũng là nguyên liệu để sản xuất bột cá và gan dùng để chiết dầu gan cá.

### Bảo tồn
Vào thế kỷ 19 và đầu thế kỷ 20, Squatina squatina sống nhiều ở tất cả các vùng biển xung quanh bờ biển Tây Âu. Tuy nhiên, từ nửa sau thế kỷ 20 trở đi loài này đã chịu áp lực lớn từ việc đánh bắt thương mại. Cùng với đó là tỷ lệ sinh sản thấp của loài cá mập này khiến nó bị suy giảm nhanh chóng.
Số lượng Squatina squatina đã giảm nhanh chóng ở hầu hết các khu vực phân bố. Người ta cho rằng loài đã tuyệt chủng ở Biển Bắc và phía Bắc Địa Trung Hải và trở thành loài hiếm ở nhiều nơi khác. Trong chương trình Khảo sát quốc tế (MEDITS) việc đánh bắt cá ở Địa Trung Hải từ năm 1995 đến năm 1999, chỉ có hai con cá nhám dẹt bắt được từ 9.905 lần kéo lưới. Tương tự, một cuộc khảo sát ở Ý thì cũng chỉ bắt được có 38 con trong số 9.281 lần kéo lưới. Dữ liệu thủy sản được thống kê bởi tổ công tác cho Elasmobranch Fishes (WGEF) cho thấy không có con nào được tìm thấy tại Đông Bắc Đại Tây Dương kể từ năm 1998. Hiện nay, tiểu quần thể loài này được cho là vẫn còn tồn tại và phát triển tốt ở Bắc Phi và xung quanh quần đảo Canary.
Với tốc độ suy giảm nhanh chóng, IUCN đã đưa loài này vào danh sách các loài cực kỳ nguy cấp. Nó được liệt kê trong Phụ lục III của công ước Barcelona năm 1976. Chúng đang được bảo tồn tại ba khu bảo tồn trong quần đảo Baleares, mặc dù số lượng ở đây đã không được báo cáo từ giữa thập niên 1990. Năm 2008, pháp lệnh bảo vệ loài cá này chính thức có hiệu lực ở Anh và Wales trong khoảng cách 11 km tới bờ (6,8 dặm). Một chương trình sinh sản nuôi nhốt đã được khởi xướng tại Deep Sea World, North Queensferry, với những con non đầu tiên ra đời năm 2011.